# 錫元
錫元，（1851年—？），舒舒覺羅氏，字會一，號命三，滿洲鑲紅旗人。清朝政治人物、同進士出身，著有《棣華堂文集》。
同治癸酉科举人，光緒三年（1877年），参加丁丑科殿試，登進士三甲第15名。同年五月，改翰林院庶吉士。光緒九年四月，散館，著以知县即用。